# 聖克里斯多福-尼維斯-安圭拉
聖克里斯多福-尼維斯-安圭拉（英語：Saint Christopher-Nevis-Anguilla）是英國在加勒比海上的小安地列斯群島中所曾經存在的一個海外屬地。
1958年納入西印度群島聯邦的一部分，其後該聯邦於1962年瓦解，聖克里斯多福-尼維斯-安圭拉成為一個獨立的屬地，並於1967年被准許擁有完全的自治。
1967年以後安圭拉開始尋求從該體系分離，至1980年此提議獲得接受；1983年聖克里斯多福及尼維斯獨立建國，而安圭拉則繼續做為英國的海外屬地迄今。